# العلاقات الوسط إفريقية المالطية
العلاقات الوسط أفريقية المالطية هي العلاقات الثنائية التي تجمع بين جمهورية أفريقيا الوسطى ومالطا.

## مقارنة بين البلدين
هذه مقارنة عامة ومرجعية للدولتين:
| وجه المقارنة                                              | جمهورية أفريقيا الوسطى      | مالطا                                                     |
| --------------------------------------------------------- | --------------------------- | --------------------------------------------------------- |
| المساحة (كم2)                                             | 622.98 ألف                  | 316                                                       |
| عدد السكان (نسمة)                                         | 4.66 مليون                  | 465.29 ألف                                                |
| الكثافة السكانية (ن./كم²)                                 | 7.48                        | 147.24 ألف                                                |
| العاصمة                                                   | بانغي                       | فاليتا                                                    |
| اللغة الرسمية                                             | لغة فرنسية، اللغة السانغوية | اللغة المالطية، لغة إنجليزية                              |
| العملة                                                    | فرنك وسط أفريقي             | يورو، ليرة مالطية                                         |
| الناتج المحلي الإجمالي (بليون دولار)                      | 1.95 مليار                  | 12.54 مليار                                               |
| الناتج المحلي الإجمالي (تعادل القوة الشرائية) بليون دولار | 3.03 مليار                  | 14.68 مليار                                               |
| الناتج المحلي الإجمالي الاسمي للفرد دولار أمريكي          | 323                         | 22.60 ألف                                                 |
| الناتج المحلي الإجمالي للفرد دولار أمريكي                 | 594                         |                                                           |
| مؤشر التنمية البشرية                                      | 0.350                       | 0.839                                                     |
| رمز المكالمات الدولي                                      | +236                        | +356                                                      |
| رمز الإنترنت                                              | .cf                         | .mt                                                       |
| المنطقة الزمنية                                           | ت ع م+01:00                 | توقيت وسط أوروبا، ت ع م+01:00، ت ع م+02:00، أوروبا/مالطا ‏ |

## منظمات دولية مشتركة
يشترك البلدان في عضوية مجموعة من المنظمات الدولية، منها:
| علم المنظمة | اسم المنظمة                               | تاريخ انضمام جمهورية أفريقيا الوسطى | تاريخ انضمام مالطا |
| ----------- | ----------------------------------------- | ----------------------------------- | ------------------ |
|             | يونسكو                                    | 11 نوفمبر 1960                      | 10 فبراير 1965     |
|             | وكالة ضمان الاستثمار متعدد الأطراف        | 8 سبتمبر 2000                       | 12 سبتمبر 1990     |
|             | الأمم المتحدة                             | 20 سبتمبر 1960                      | 1 ديسمبر 1964      |
|             | الفريق المعني برصد الأرض                  | ?                                   | ?                  |
|             | الاتحاد البريدي العالمي                   | ?                                   | ?                  |
|             | البنك الدولي للإنشاء والتعمير             | 10 يوليو 1963                       | 26 سبتمبر 1983     |
|             | الاتحاد الدولي للاتصالات                  | 2 ديسمبر 1960                       | 1965               |
|             | منظمة حظر الأسلحة الكيميائية              | ?                                   | ?                  |
|             | مؤسسة التمويل الدولية                     | 1 أبريل 1991                        | 1 يونيو 2005       |
|             | المركز الدولي لتسوية المنازعات الاستشارية | 14 أكتوبر 1966                      | 3 ديسمبر 2003      |
|             | منظمة التجارة العالمية                    | ?                                   | ?                  |
|             | منظمة الشرطة الجنائية الدولية             | ?                                   | ?                  |

## وصلات خارجية
- موقع وزارة الخارجية المالطية